# Блекберн Линкок
Блекберн Линкок (енгл. Blackburn Lincock) је британски ловачки авион. Први лет авиона је извршен 1928. године. 

Највећа брзина авиона при хоризонталном лету је износила 248 km/h.

## Наоружање
| Наоружање авиона: Блекберн Линкок |     |
| Ватрено (стрељачко) наоружање     |     |
| Топ                               |     |
| Митраљез                          |     |
| Број и ознака митраљеза           | 2   |
| Калибар                           | 7,7 |
| Бомбардерско наоружање (бомбе)    |     |
| Ракетно наоружање (ракете)        |     |